# Weiße Triteleie
Die Weiße Triteleie (Triteleia hyacintina) ist eine Pflanzenart aus der Gattung Triteleia in der Unterfamilie der Brodiaeoideae.

## Merkmale
Die Weiße Triteleie ist eine ausdauernde krautige Pflanze, die Wuchshöhen von 30 bis 60 Zentimeter erreicht. Dieser Geophyt bildet Zwiebeln als Überdauerungsorgane. 
Die Blütenhülle ist 9 bis 16 Millimeter lang. Die Perigonröhre hat eine Größe von 2 bis 4 Millimeter. Der Fruchtknoten ist grün und doppelt so lang wie sein Stiel. Der Blütenstiel hat eine Länge von 0,5 bis 5 Zentimeter. Die Staubfäden sind am Grund verbreitert. 
Die Blütezeit reicht von Mai bis Juni.

## Vorkommen
Die Weiße Triteleie kommt im westlichen Nordamerika von Kalifornien bis nach Idaho und dem südlichen British Columbia in frühjahrsfeuchten Wiesen oder Tümpeln, Bachufern, und Kiefernwäldern in Höhenlagen von 0 bis 2000 Meter vor.

## Nutzung
Die Weiße Triteleie wird selten als Zierpflanze in Steingärten, Steppenbeeten und als Schnittblume genutzt.

## Synonyme
- Triteleia lactea (Lindl.) Lindl.
- Brodiaea hyacinthina (Lindl.) Baker

## Belege
- Eckehart J. Jäger, Friedrich Ebel, Peter Hanelt, Gerd K. Müller (Hrsg.): Exkursionsflora von Deutschland. Begründet von Werner Rothmaler. Band 5: Krautige Zier- und Nutzpflanzen. Springer, Spektrum Akademischer Verlag, Berlin/Heidelberg 2008, ISBN 978-3-8274-0918-8.